# Leichtathletik-Weltmeisterschaften 1993/4 × 100 m der Männer

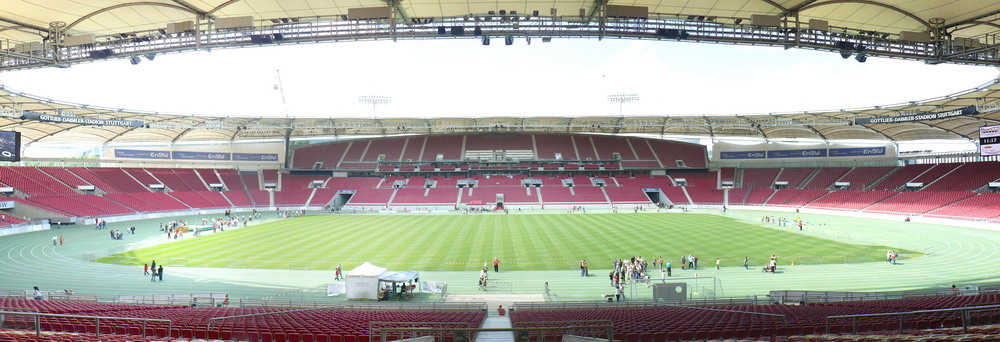
Das Stuttgarter Gottlieb-Daimler-Stadion im Jahr 2007

Die 4-mal-100-Meter-Staffel der Männer bei den Leichtathletik-Weltmeisterschaften 1993 wurde am 21. und 22. August 1993 im Stuttgarter Gottlieb-Daimler-Stadion ausgetragen.
Weltmeister wurden die Vereinigten Staaten in der Besetzung Jon Drummond, Andre Cason, Dennis Mitchell (Halbfinale/Finale) und Leroy Burrell sowie dem im Vorlauf/Halbfinale außerdem eingesetzten Calvin Smith. Den zweiten Platz belegte Großbritannien mit Colin Jackson (Finale), Tony Jarrett, John Regis (Finale) und Linford Christie sowie den im Vorlauf/Halbfinale außerdem eingesetzten Jason John und Darren Braithwaite. Bronze ging an Kanada (Robert Esmie, Glenroy Gilbert, Bruny Surin, Atlee Mahorn).
Auch die nur im Vorlauf eingesetzten Läufer erhielten entsprechendes Edelmetall. Die Rekorde standen dagegen nur den tatsächlich laufenden Athleten zu.

## Rekorde

### Bestehende Rekorde
| Weltrekord               | 37,40 s | USA (Carl Lewis, Dennis Mitchell, Leroy Burrell, Michael Marsh) | OS in Barcelona, Spanien | 8. August 1992    |
| Weltmeisterschaftsrekord | 37,50 s | USA (Andre Cason, Leroy Burrell, Dennis Mitchell, Carl Lewis)   | WM 1991 in Tokio, Japan  | 1. September 1991 |

### Rekordverbesserung
Die Weltmeisterstaffel der USA verbesserte den bestehenden WM-Rekord im Halbfinale am 21. August in der Besetzung Jon Drummond, Andre Cason, Dennis Mitchell und Leroy Burrell um genau eine Zehntelsekunde auf 38,40 s. Die Besetzung war identisch mit der im Finale am darauffolgenden Tag.
Gleichzeitig egalisierte das US-Team mit dieser Zeit den bestehenden Weltrekord.
Im Finale gab es darüber hinaus einen Europarekord und einen Landesrekord:
- Großbritannien (Colin Jackson, Tony Jarrett, John Regis, Linford Christie), Rang 2 – Europarekord in 39,77 s
- Kanada (Robert Esmie, Glenroy Gilbert, Bruny Surin, Atlee Mahorn), Rang 3 – Landesrekord in 39,83 s

## Vorrunde
Die Vorrunde wurde in vier Läufen durchgeführt. Die ersten drei Staffeln pro Lauf – hellblau unterlegt – sowie die darüber hinaus vier zeitschnellsten Teams – hellgrün unterlegt – qualifizierten sich für das Halbfinale.

### Vorlauf 1
21. August 1993, 11:00 Uhr
| Platz | Staffel        | Besetzung                                                                                             | Zeit (s) |
| ----- | -------------- | --- | -------- |
| 1     | Elfenbeinküste | Ouattara Lagazane Jean-Olivier Zirignon Frank Waota Ibrahim Méité (Vorlauf/Finale)                    | 38,77    |
| 2     | Großbritannien | Jason John (Vorlauf/Halbfinale) Tony Jarrett Darren Braithwaite (Vorlauf/Halbfinale) Linford Christie | 38,80    |
| 3     | Schweden       | Torbjörn Mårtensson Torbjörn Eriksson Lars Hedner (Vorlauf/Halbfinale) Thomas Leandersson             | 39,32    |
| 4     | Japan          | Hideki Onohara Hisatsugu Suzuki (Vorlauf) Hideyaki Miyata (Vorlauf) Satoru Inoue                      | 39,40    |
| 5     | Schweiz        | Kevin Widmer Olivier Bettex Alain Reimann David Dollé                                                 | 39,46    |
| 6     | Neuseeland     | Todd Blythe Mark Keddell Chris Donaldson Augustine Nketia                                             | 39,77    |

### Vorlauf 2
21. August 1993, 11:10 Uhr
| Platz | Staffel             | Besetzung                                                           | Zeit (s)                       |
| ----- | ------------------- | ------------------------------------------------------------------- | ------------------------------ |
| 1     | Kanada              | Robert Esmie Glenroy Gilbert Bruny Surin Atlee Mahorn               | 38,36                          |
| 2     | Frankreich          | Olivier Théophile Daniel Sangouma Jean-Charles Trouabal Éric Perrot | 38,94                          |
| 3     | Ghana               | Salaam Gariba Nelson Boateng Solomon Amegatcher Emmanuel Tuffour    | 39,01                          |
| 4     | Spanien             | Juan Jesús Trapero Pedro Nolet Jordi Mayoral Enrique Talavera       | 39,44                          |
| 5     | Trinidad und Tobago | Wendell Williams Patrick Delice Neil de Silva Ato Boldon            | 40,24                          |
| DSQ   | Russland            | Pawel Galkin Oleg Fatun Andrei Fedoriw Alexandr Porchomowski        | IAAF Rule 170.7: Wechselfehler |

### Vorlauf 3
21. August 1993, 11:20 Uhr
| Platz | Staffel                  | Besetzung                                                                           | Zeit (s) |
| ----- | ------------------------ | ----------------------------------------------------------------------------------- | -------- |
| 1     | USA                      | Jon Drummond Andre Cason Calvin Smith (Vorlauf) Leroy Burrell                       | 38,12    |
| 2     | Australien               | Paul Henderson Damien Marsh Dean Capobianco Tim Jackson                             | 39,04    |
| 3     | Griechenland             | Alexandros Genovelis Georgios Panagiotopoulos Ioannis Nafpliotis Alexandros Terzian | 39,91    |
| 4     | Sierra Leone             | Francis Keyta Foday Sillah Haroun Korjie Sanusi Turay                               | 40,69    |
| 5     | Niederländische Antillen | Manuel Ellsworth Junior De Lain Pierre Monte Edleberg Martinus                      | 42,20    |
| DNS   | Senegal                  | Keine Benennung der Staffelbesetzungen                                              |          |
| DNS   | Jamaika                  | Keine Benennung der Staffelbesetzungen                                              |          |

### Vorlauf 4
21. August 1993, 11:30 Uhr
| Platz | Staffel     | Besetzung                                                          | Zeit (s) |
| ----- | ----------- | ------------------------------------------------------------------ | -------- |
| 1     | Kuba        | Andres Simón Iván García Joel Isasi Jorge Aguilera                 | 38,66    |
| 2     | Deutschland | Marc Blume Robert Kurnicki Michael Huke Steffen Görmer             | 38,90    |
| 3     | Italien     | Giorgio Marras Carlo Occhiena Andrea Amici Ezio Madonia            | 39,37    |
| 4     | Mexiko      | Jaime López Alejandro Cárdenas Hermán Adam Miguel Maranda          | 39,79    |
| 5     | Thailand    | Worasit Vachaprutti Visut Watanasin Niti Piyapan Vissanu Sophanich | 40,12    |
| 6     | Barbados    | Edsel Chase Roger Jordan Henrico Atkins Kirk Cummins               | 40,24    |

## Halbfinale
In den beiden Halbfinalläufen qualifizierten sich die jeweils ersten vier Staffeln – hellblau unterlegt – für das Finale.

### Halbfinallauf 1
21. August 1993, 18:30 Uhr
| Platz | Staffel        | Besetzung | Zeit (s) |
| ----- | -------------- | --- | -------- |
| 1     | USA            | Jon Drummond Andre Cason Dennis Mitchell Leroy Burrell                                                                               | 37,40 WR |
| 2     | Kanada         | Robert Esmie Glenroy Gilbert Bruny Surin Atlee Mahorn                                                                                | 37,99    |
| 3     | Großbritannien | Jason John (Vorlauf/Halbfinale) Tony Jarrett Darren Braithwaite (Vorlauf/Halbfinale) Linford Christie                                | 38,05    |
| 4     | Australien     | Paul Henderson Damien Marsh Dean Capobianco Tim Jackson                                                                              | 38,46    |
| 5     | Ghana          | Salaam Gariba Nelson Boateng Solomon Amegatcher Emmanuel Tuffour                                                                     | 38,61    |
| 6     | Griechenland   | Alexandros Genovelis Georgios Panagiotopoulos Ioannis Nafpliotis Alexandros Terzian                                                  | 39,00    |
| 7     | Japan          | Hideki Onohara Tatsuo Sugimoto (Halbfinale) Satoru Inoue Kōji Itō (Halbfinale) im Vorlauf außerdem: Hisatsugu Suzuki Hideyaki Miyata | 39,01    |
| 8     | Neuseeland     | Todd Blythe Mark Keddell Chris Donaldson Augustine Nketia                                                                            | 39,93    |

### Halbfinallauf 2
21. August 1993, 18:40 Uhr
| Platz | Staffel        | Besetzung                                                                                 | Zeit (s)                        |
| ----- | -------------- | ----------------------------------------------------------------------------------------- | ------------------------------- |
| 1     | Deutschland    | Marc Blume Robert Kurnicki Michael Huke Steffen Görmer                                    | 38,58                           |
| 2     | Kuba           | Andres Simón Iván García Joel Isasi Jorge Aguilera                                        | 38,73                           |
| 3     | Schweden       | Torbjörn Mårtensson Torbjörn Eriksson Lars Hedner (Vorlauf/Halbfinale) Thomas Leandersson | 38,96                           |
| 4     | Elfenbeinküste | Ouattara Lagazane Jean-Olivier Zirignon Frank Waota Frank Ibrahim (Halbfinale)            | 38,97                           |
| 5     | Spanien        | Juan Jesús Trapero Pedro Nolet Jordi Mayoral Enrique Talavera                             | 39,17                           |
| DSQ   | Frankreich     | Olivier Théophile Daniel Sangouma Jean-Charles Trouabal Éric Perrot                       | IAAF Rule 163.3: Bahnübertreten |
| DSQ   | Italien        | Giorgio Marras Carlo Occhiena Andrea Amici Ezio Madonia                                   | IAAF Rule 163.3: Bahnübertreten |
| DSQ   | Schweiz        | Kevin Widmer Olivier Bettex Alain Reimann David Dollé                                     | IAAF Rule 163.3: Bahnübertreten |

## Finale
22. August 1993, 16:40 Uhr
| Platz | Staffel        | Besetzung | Zeit (s) |
| ----- | -------------- | --- | -------- |
| 1     | USA            | Jon Drummond Andre Cason Dennis Mitchell (Halbfinale/Finale) Leroy Burrell im Vorlauf außerdem: Calvin Smith                           | 37,48    |
| 2     | Großbritannien | Colin Jackson (Finale) Tony Jarrett John Regis (Finale) Linford Christie im Vorlauf/Halbfinale außerdem: Jason John Darren Braithwaite | 37,77 ER |
| 3     | Kanada         | Robert Esmie Glenroy Gilbert Bruny Surin Atlee Mahorn                                                                                  | 37,83 NR |
| 4     | Kuba           | Andres Simón Iván García Joel Isasi Jorge Aguilera                                                                                     | 38,39    |
| 5     | Australien     | Paul Henderson Damien Marsh Dean Capobianco Tim Jackson                                                                                | 38,69    |
| 6     | Deutschland    | Marc Blume Robert Kurnicki Michael Huke Steffen Görmer                                                                                 | 38,78    |
| 7     | Elfenbeinküste | Ouattara Lagazane Jean-Olivier Zirignon Frank Waota Ibrahim Méité (Vorlauf/Finale) im Halbfinale außerdem: Frank Ibrahim               | 38,82    |
| 8     | Schweden       | Torbjörn Mårtensson Mattias Sunneborn (Finale) Torbjörn Eriksson Thomas Leandersson im Vorlauf/Halbfinale außerdem: Lars Hedner        | 39,22    |

## Video
- Uncut - 4x100 Men Final Stuttgart 1993 auf youtube.com, abgerufen am 10. Mai 2020